# Eugeniusz Kozaczka
Eugeniusz Tadeusz Kozaczka (ur. 22 lipca 1942, zm. 27 maja 2025) – polski profesor nauk technicznych, hydrolog. Specjalizuje się w zagadnieniach z zakresu mechaniki płynów, hydroakustyki oraz mechatroniki. Służył w stopniu komandora w Marynarce Wojennej Rzeczypospolitej Polskiej.
Członek korespondent Polskiej Akademii Nauk od 2016 roku. Wykładowca na Wydziale Oceanotechniki i Okrętownictwa Politechniki Gdańskiej oraz w Akademii Marynarki Wojennej im. Bohaterów Westerplatte. Uczył również na Uniwersytecie Technologiczno-Przyrodniczym im. Jana i Jędrzeja Śniadeckich w Bydgoszczy a także na Politechnice Koszalińskiej. Były przewodniczący Polskiego Towarzystwa Akustycznego. 
Tytuł magistra inżyniera z zakresu fizyki technicznej uzyskał w 1971 roku na Wojskowej Akademii Technicznej im. Jarosława Dąbrowskiego w Warszawie pisząc pracę zatytułowaną Badania cienkich warstw BiMn. Doktoryzował się pięć lat później w Instytucie Maszyn Przepływowych im. Roberta Szewalskiego PAN na podstawie rozprawy Badania zaburzeń hydroakustycznych w ośrodkach ograniczonych. Habilitację uzyskał w 1980 roku na Wydziale Mechanicznym WAT. Tematem pracy habilitacyjnej było Badanie podwodnych zaburzeń akustycznych wytwarzanych przez śrubę okrętową. Tytuł profesora nadano mu w 1990 roku w AMW w Gdyni.

## Nagrody i wyróżnienia
Uhonorowany m.in.:
- Krzyżem Kawalerskim oraz Oficerskim Orderu Odrodzenia Polski

- Medalem Komisji Edukacji Narodowej

- Nagrodą Ministra Nauki i Szkolnictwa Wyższego

- Nagrodą Ministra Obrony Narodowej
- Nagrodami Rektora Politechniki Gdańskiej i Komendanta Akademii Marynarki Wojennej w Gdyni

- Nagrodą im. kontradmirała Xawerego Czernickiego

- Medalem im. Ignacego Maleckiego, przyznanym przez Polskie Towarzystwo Akustyczne
- Medalem im. Michaiła Łomonosowa